# Partit Republicà Progressista de Turquia
Partit Republicà Progressista de Turquia (Terakkiperver Cumhuriyet Fırkası) fou el primer partit opositor de Turquia creat el 17 de novembre de 1924 per dissidents del partit de Mustafa Kemal (Atatürk), el Halk Fırkası. El fundador president fou Kâzım Karabekir i hi van participar altres civils i militars (com Ahmed Şükrü Bey) que havien tingut part activa en la guerra al costat d'Atatürk. S'oposaven a les tendències autocràtiques d'Atatürk i a la seva marginació. Atatürk va reaccionar cessant al primer ministre İsmet İnönü, considerat de la línia dura, buscant la conciliació, i va nomenar el moderat Fethi (Okyar) amb el qual va evitar majors defeccions (només 32 van sortir del partit), però al cap de pocs mesos els durs dirigits per Recep (Peker) van tornar a ser influents i l'esclat de la revolta kurda el febrer de 1925 va provocar el cessament de Fethi i el restabliment d'Inonu; el govern va agafar poders dictatorials per la "Llei de manteniment de l'orde" (4 de març) que feia impossible qualsevol oposició. El Partit Republicà Progressista fou dissolt pel govern el 3 de juny de 1925.

## Polítics destacats
- Ahmed Şükrü Bey